# 基巴拉山脈
9°02′28″S 26°39′08″E / 9.041241°S 26.652145°E
基巴拉山脈是剛果民主共和國的山脈，位於該國東南部加丹加省，處於首都金夏沙以東1,400公里，最高點海拔高度1,850米，每年平均降雨量1,319毫米，山體在新生代時期形成。